# アーイシャー・カプール
アーイシャー・カプール（Ayesha Kapur、1994年9月13日 - ）は、インドのヒンディー語映画で活動する女優。代表作には『Black』があり、ダルシール・サファリーに次ぐ史上2番目の若さでフィルムフェア賞を受賞した女優であり、このほかにジー・シネ・アワード、国際インド映画アカデミー賞も受賞している。

## 生い立ち
デュッセルドルフの出身で、幼少期はポンディシェリ連邦直轄領にあるオーロヴィルで暮らしていた。母のジャクリーンはドイツ人で、父のディリープ・カプールは皮革製品メーカーのハンドサインを経営するパンジャーブ人実業家だった。アーイシャー・カプールには同母兄弟ミランと、異母兄弟（父の先妻の子供）のアーカーシュとヴィカースがいる。彼女は英語・ドイツ語・タミル語・ヒンディー語に堪能で、ディールフィールド・アカデミーで教育を受けた後にコロンビア大学に進学し、2020年に同大学を卒業した。

## キャリア
2005年に『Black』で女優デビューしてアミターブ・バッチャン、ラーニー・ムカルジーと共演した。彼女はラーニー・ムカルジー演じるミシェル・マクナリーの幼少期を演じて批評家から演技を絶賛され、フィルムフェア賞 助演女優賞を受賞した。2009年には『Sikandar』でパルザーン・ダスツールと共演し、カシミールに暮らすムスリムの少女ナスリーン役を演じた。2010年からは母ジャクリーンと共同でアクセサリーブランド「アーイシャー・アクセサリーズ」を経営している。

## フィルモグラフィー

### 映画
- Black（2005年）
- Sikandar（2009年）

### ウェブシリーズ
- Sweet Kaaram Coffee（2023年）[16]

## 受賞歴
| 年                           | 部門             | 作品             | 結果             | 出典             |
| フィルムフェア賞             | フィルムフェア賞 | フィルムフェア賞 | フィルムフェア賞 | フィルムフェア賞 |
| ---------------------------- | ---------------- | ---------------- | ---------------- | ---------------- |
| 2006年                       | 助演女優賞       | 『Black』        | 受賞             | [ 17 ]           |
| 国際インド映画アカデミー賞   |                  |                  |                  |                  |
| 2006年                       | 助演女優賞       | 『Black』        | 受賞             | [ 18 ]           |
| ジー・シネ・アワード         |                  |                  |                  |                  |
| 2006年                       | 助演女優賞       | 『Black』        | 受賞             | [ 19 ]           |
| ボリウッド映画賞             |                  |                  |                  |                  |
| 2006年                       | 助演女優賞       | 『Black』        | 受賞             |                  |
| 製作者組合映画賞             |                  |                  |                  |                  |
| 2006年                       | 助演女優賞       | 『Black』        | 受賞             | [ 20 ]           |
| スター・スクリーン・アワード |                  |                  |                  |                  |
| 2006年                       | 子役賞           | 『Black』        | 受賞             |                  |
| スターダスト・アワード       |                  |                  |                  |                  |
| 2006年                       | 新人俳優賞       | 『Black』        | 受賞             |                  |